# Шарпсбург (Джорджія)
Шарпсбург (англ. Sharpsburg) — місто (англ. town) в США, в окрузі Ковета штату Джорджія. Населення — 327 осіб (2020).

## Географія
Шарпсбург розташований за координатами 33°20′29″ пн. ш. 84°38′52″ зх. д. / 33.34139° пн. ш. 84.64778° зх. д. (33.341377, -84.647774).  За даними Бюро перепису населення США в 2010 році місто мало площу 1,55 км², з яких 1,54 км² — суходіл та 0,01 км² — водойми. В 2017 році площа становила 2,62 км², з яких 2,60 км² — суходіл та 0,02 км² — водойми.

## Демографія
Згідно з переписом 2010 року, у місті мешкала 341 особа в 127 домогосподарствах у складі 95 родин. Густота населення становила 221 особа/км².  Було 143 помешкання (93/км²).
Расовий склад населення:
| - 89,4 % — білих - 8,2 % — чорних або афроамериканців - 0,9 % — азіатів |

До двох чи більше рас належало 1,5 %. Частка іспаномовних становила 6,5 % від усіх жителів.
За віковим діапазоном населення розподілялося таким чином: 24,3 % — особи молодші 18 років, 65,4 % — особи у віці 18—64 років, 10,3 % — особи у віці 65 років та старші. Медіана віку мешканця становила 38,8 року. На 100 осіб жіночої статі у місті припадало 96,0 чоловіків;  на 100 жінок у віці від 18 років та старших — 101,6 чоловіків також старших 18 років.
Середній дохід на одне домашнє господарство  становив 87 323 долари США (медіана — 63 393), а середній дохід на одну сім'ю — 109 124 долари (медіана — 100 000). Медіана доходів становила 62 500 доларів для чоловіків та 32 292 долари для жінок. За межею бідності перебувало 17,5 % осіб, у тому числі 28,7 % дітей у віці до 18 років та 20,8 % осіб у віці 65 років та старших.
Цивільне працевлаштоване населення становило 230 осіб. Основні галузі зайнятості: виробництво — 30,9 %, роздрібна торгівля — 22,6 %, освіта, охорона здоров'я та соціальна допомога — 14,8 %, науковці, спеціалісти, менеджери — 7,8 %.